# Wojciechów (Kraśnik)
Pour les articles homonymes, voir Wojciechów.
Wojciechów (prononciation : [vɔi̯ˈt͡ɕexuf]) est un village polonais de la gmina de Szastarka dans le powiat de Kraśnik de la voïvodie de Lublin dans l'est de la Pologne.
Il se situe à environ 6 kilomètres au sud de Szastarka (siège de la gmina), 16 kilomètres au sud-est de Kraśnik (siège du powiat) et 53 kilomètres au sud de Lublin (capitale de la voïvodie).

## Histoire
De 1975 à 1998, le village est attaché administrativement à la voïvodie de Tarnobrzeg.

Depuis 1999, il fait partie de la voïvodie de Lublin.